# Eckenhausen (Hückeswagen)
Eckenhausen ist eine Hofschaft in Hückeswagen im Oberbergischen Kreis im Regierungsbezirk Köln in Nordrhein-Westfalen (Deutschland).

## Lage und Beschreibung
Eckenhausen liegt im nordöstlichen Hückeswagen nahe der Bevertalsperre. Die Hofschaft ist über eine Zufahrtsstraße erreichbar, die bei Linde von der Bundesstraße 483 (B483) abzweigt.
Weitere Nachbarorte sind Buchholz, Zipshausen, Neuenherweg, Heinhausen, Siepersbever und Funkenhausen. Abgegangen sind Girkenhausen und Platzhausen. Der Zipshausener Bach fließt an der Hofschaft vorbei.

## Geschichte
1484 wurde der Ort das erste Mal in Kirchenrechnungen urkundlich erwähnt. Schreibweise der Erstnennung: Eckenhuys. Die Karte Topographia Ducatus Montani aus dem Jahre 1715 zeigt den Hof als Eckenhusen. Im 18. Jahrhundert gehörte der Ort zum bergischen Amt Bornefeld-Hückeswagen.
1815/16 lebten 15 Einwohner im Ort. 1832 gehörte Eckenhausen der Herdingsfelder Honschaft an, die ein Teil der Hückeswagener Außenbürgerschaft innerhalb der Bürgermeisterei Hückeswagen war. Der laut der Statistik und Topographie des Regierungsbezirks Düsseldorf als Weiler kategorisierte Ort besaß zu dieser Zeit zwei Wohnhäuser und zwei landwirtschaftliche Gebäude. Zu dieser Zeit lebten 19 Einwohner im Ort, allesamt evangelischen Glaubens.
Im Gemeindelexikon für die Provinz Rheinland werden 1885 zwei Wohnhäuser mit zwölf Einwohnern angegeben. Der Ort gehörte zu dieser Zeit zur Landgemeinde Neuhückeswagen innerhalb des Kreises Lennep. 1895 besitzt der Ort zwei Wohnhäuser mit 16 Einwohnern, 1905 zwei Wohnhäuser und 15 Einwohner.

## Wander- und Radwege
Folgende Wanderwege führen durch den Ort:
- Die SGV-Hauptwanderstrecke X7 (Residenzenweg) von Arnsberg nach Düsseldorf-Gerresheim
- Der Ortswanderweg A3 (Frohnhauser Bachtal)

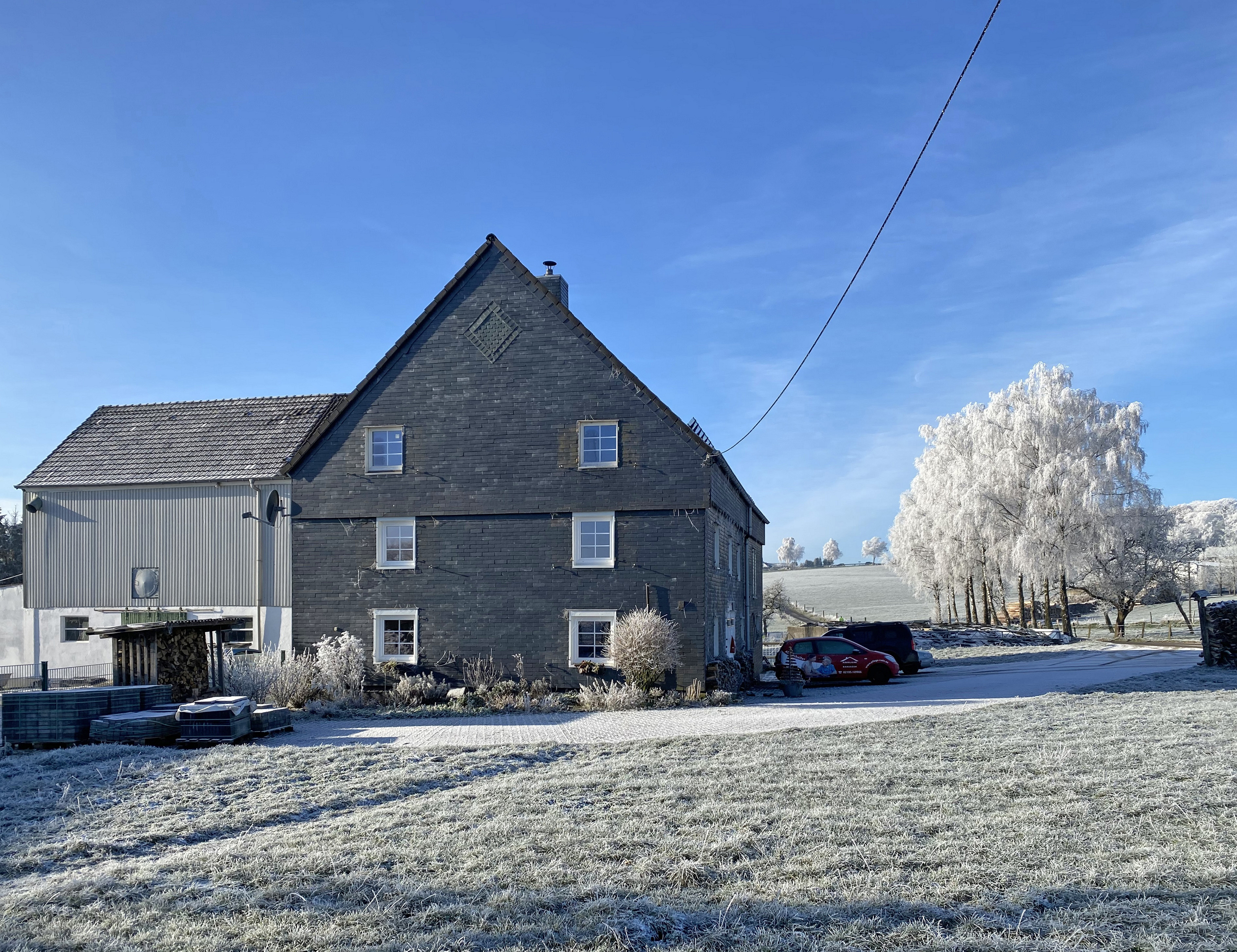
Hof Eckenhausen
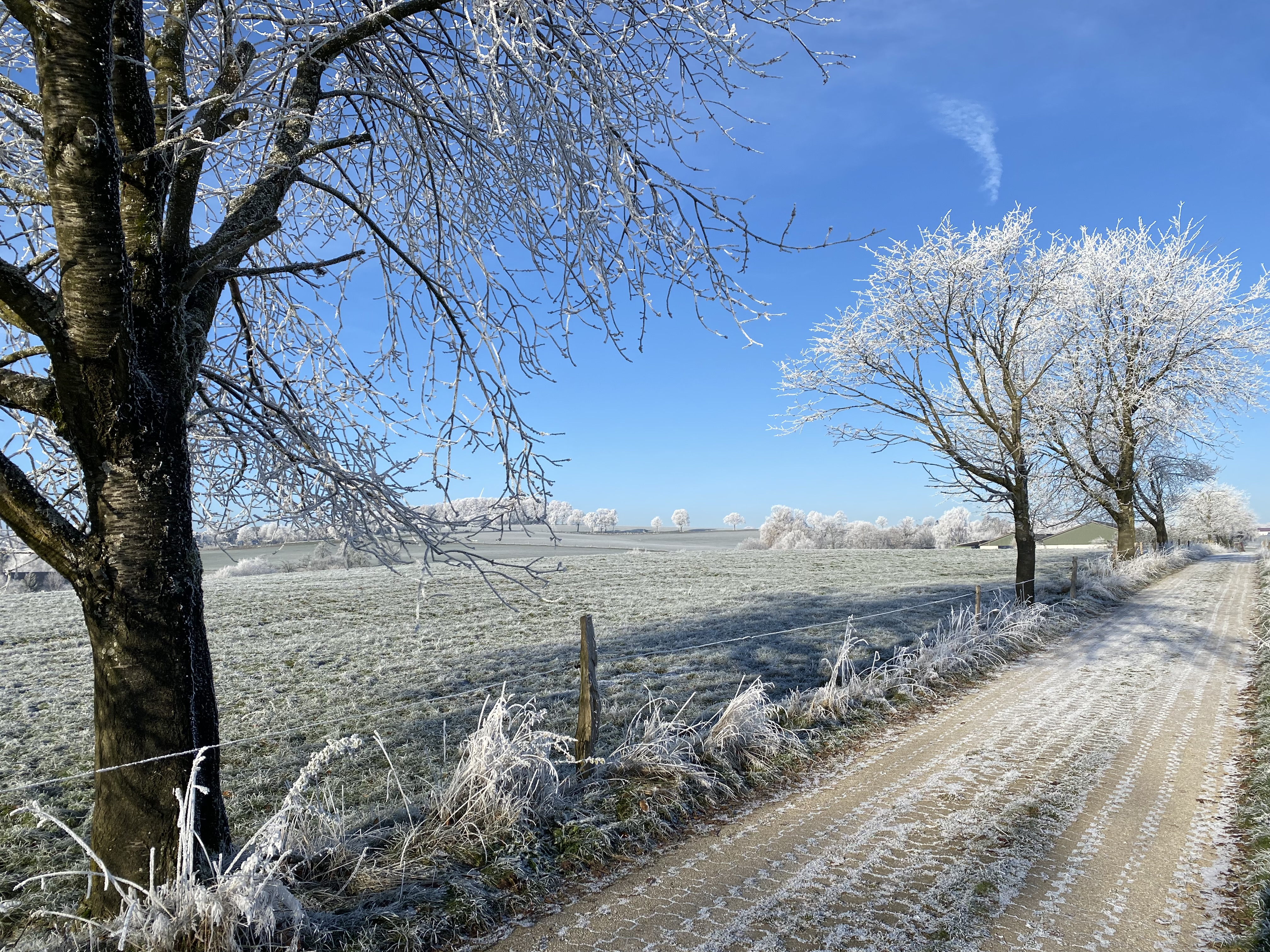
Landschaftskulisse von Eckenhausen – Wanderweg A3
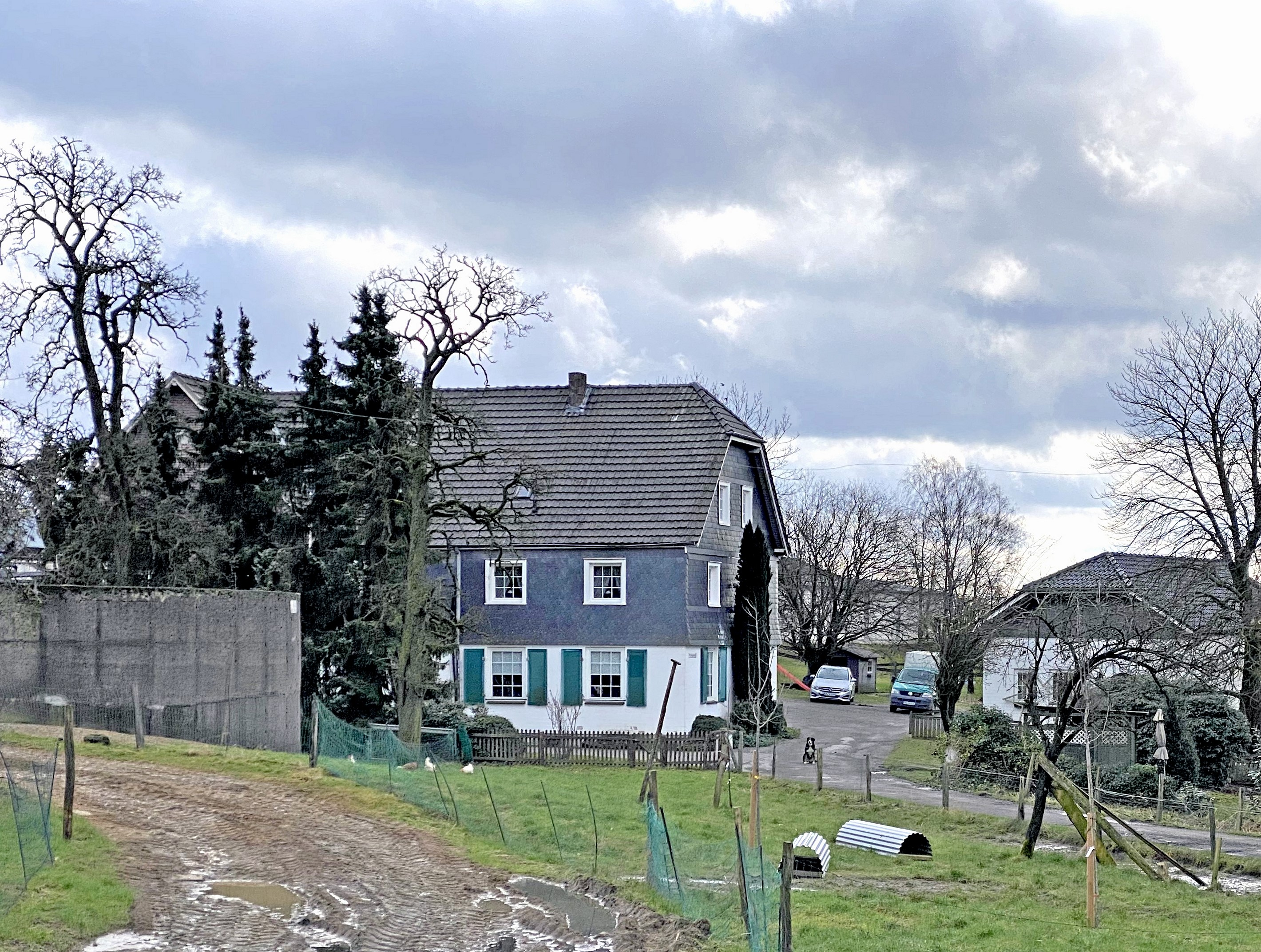
Eckenhausen 2